# مانیتور نووگورود
مانیتور نووگورود (به انگلیسی: Russian monitor Novgorod) یک کشتی بود که طول آن 30.8 m بود. این کشتی در سال ۱۸۷۳ ساخته شد.